# Gobius geniporus
Gobius geniporus е вид лъчеперка от семейство Попчеви (Gobiidae).

## Разпространение
Видът е разпространен в Албания, Алжир, Босна и Херцеговина, Гърция (Егейски острови и Крит), Испания, Италия (Сардиния и Сицилия), Кипър, Малта, Монако, Словения, Тунис, Тунис, Турция, Турция, Франция (Корсика), Хърватия и Черна гора.